# Селищанська сільська рада (Баришівський район)
Селищанська сільська рада — колишній орган місцевого самоврядування у Баришівському районі Київської області з адміністративним центром у с. Селище.

## Загальні відомості
Історична дата утворення: в 1988 році. Водоймища на території, підпорядкованій даній раді: річка Трубіж.
Київська обласна рада рішенням від 23 липня 2009 року внесла в адміністративно-територіальний устрій області такі зміни: у Баришівському районі уточнила назву Селищенської сільради на Селищанську.

## Населені пункти
Сільській раді підпорядковані населені пункти:
- с. Селище

## Склад ради
Рада складається з 14 депутатів та голови.

## Населення
За переписом населення України 2001 року в сільській раді мешкало 939 осіб.

### Мова
Розподіл населення за рідною мовою за даними перепису 2001 року:
| Мова       | Відсоток |
| ---------- | -------- |
| українська | 96,93 %  |
| російська  | 2,97 %   |
| білоруська | 0,11 %   |